# Oswald Loschert

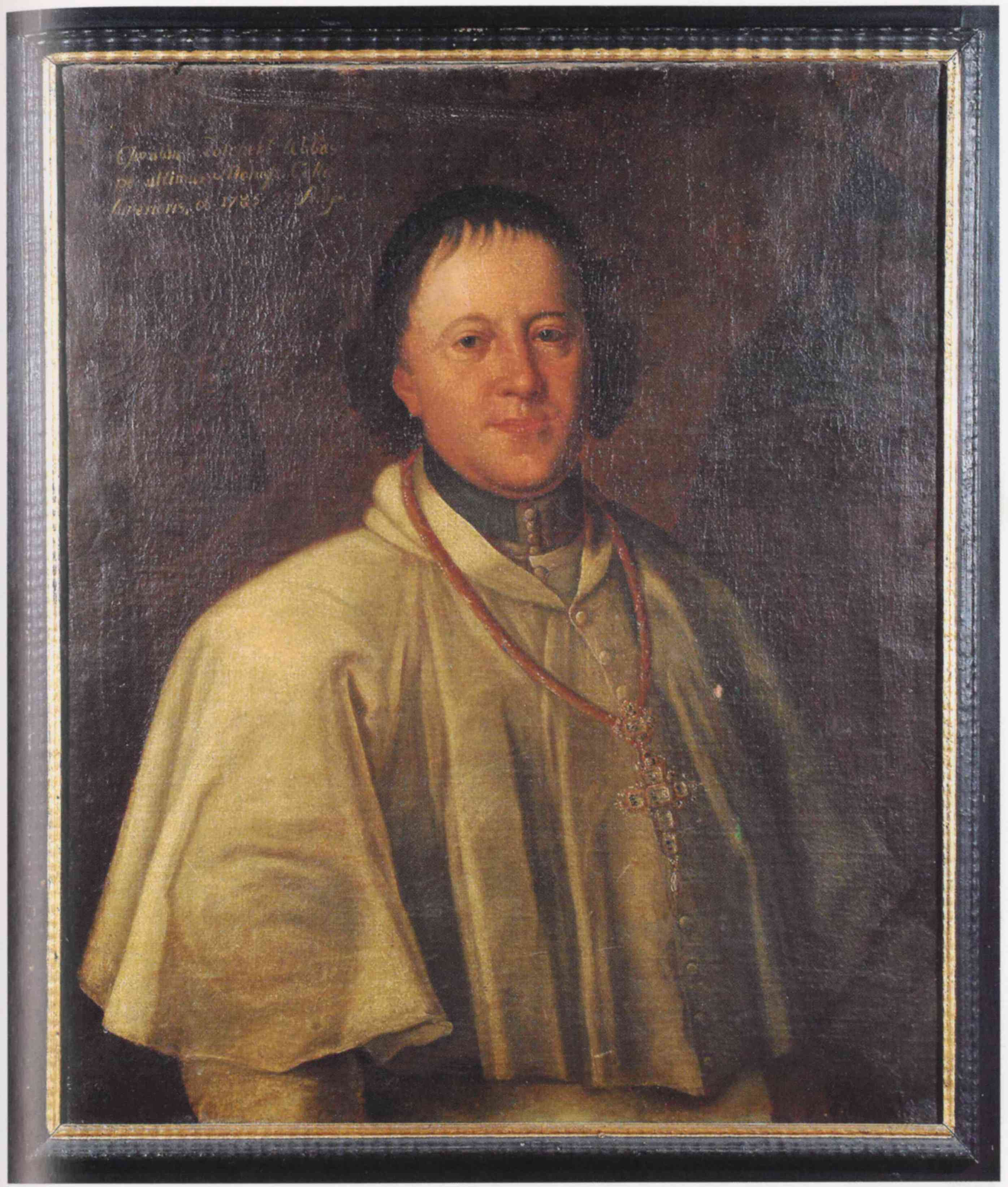
Porträt des Abtes Oswald Loschert, Johann Christoph Fesel zugeschrieben

Oswald Loschert (bürgerliche Name Johann Oswald Loschert; * 21. Dezember 1704 in Rothenfels; † 27. August 1785 in Oberzell) war von 1747 bis 1785 vorletzter Abt des Prämonstratenserklosters Oberzell in Zell am Main.

## Oberzell vor Loschert
Das Kloster Oberzell erlebte unter den Vorgängern des Oswald Loschert eine neue Blüte, nachdem in den Jahrhunderten zuvor die häufigen kriegerischen Auseinandersetzungen für einen stetigen Abstieg der Abtei gesorgt hatten. Sigmund Hauck, Vorvorgänger des Oswald Loschert, hatte die Errichtung eines abhängigen Priorats in Gerlachsheim durchsetzen können. Gerlachsheim stieg bald zu den wichtigsten Besitzungen von Oberzell auf. Das Priorat wurde bald darauf auch im Stil des Barock umgebaut.
Gleichzeitig erlebte auch das wissenschaftliche Leben in der Abtei einen Höhepunkt. Mit Johann Zahn entstammte ein wichtiger Mathematiker und Optiker der Klosterschule, außerdem brachte Oberzell einflussreiche Naturwissenschaftler und Rhetoriker hervor. Unter dem Vorgänger Loscherts, Abt Georg Fasel, begann man auch das Mutterkloster Oberzell zu barockisieren. Der Abt startete mit dem Umbau der Baulichkeiten des Klosters.

## Leben
Oswald Loschert wurde am 21. Dezember 1704 als Johann Oswald in Rothenfels im Spessart geboren. Der Ort war Teil des Hochstifts Würzburg und orientierte sich in Richtung der Metropole. Der Vater Loscherts, Andreas Loschert, war Fähnrich und entstammte dem Ort Zimmern. Der Großvater des späteren Abtes arbeitete hier noch als Mainfischer. Die Mutter Maria Katharina war dagegen gebürtige Rothenfelserin. Über die schulische Ausbildung des jungen Oswald ist nichts bekannt, wahrscheinlich besuchte er eine Lateinschule.
Mit fünfzehn Jahren verließ Loschert Rothenfels, um sich an der Universität Würzburg einzuschreiben. So tauchte er am 2. Dezember 1719 in der Matrikel als Philosophiestudent auf. Am 30. Dezember 1721 trat Loschert in das Prämonstratenserkloster Oberzell vor Würzburg ein. Im Jahr 1724 schloss er das Studium mit seiner Promotion zum Doktor der Theologie ab. Nach seinem Abschluss leitete Loschert zunächst das Studienhaus der Abtei in Würzburg, studierte jedoch weiter.
In den folgenden Jahren betrieb Oswald Loschert an der Universität philosophische Studien und lernte beide Rechte kennen, sodass er schließlich am 3. September 1732 auch in diesen Fachbereichen zum Doktor promoviert wurde. Gleichzeitig erschienen erste schriftstellerische Werke des jungen Geistlichen. Im Jahr 1738 ernannte ihn der Konvent dreiunddreißigjährig zum Prior von Gerlachsheim, ein Amt, das er bis zu seiner Wahl zum Abt innehaben sollte.
Nach dem Tod des Abtes Georg Fasel im September 1747 mussten die Mönche einen neuen Klostervorsteher wählen. In der Wahl am 3. Oktober desselben Jahres konnte sich schließlich Oswald Loschert durchsetzen. Bereits zwei Jahre nach seiner Wahl erschütterte der Prozess um die Unterzeller Nonne Maria Renata das Kloster. Maria Renata wurde von ihren Schwestern als Hexe bezeichnet. Loschert ließ schließlich einen weltlichen Prozess gegen sie zu. Die Nonne wurde als letzte Hexe in Franken hingerichtet.
Trotz dieser archaisch anmutenden Verurteilung wurde Oswald Loschert in den historiographischen Arbeiten über das Kloster Oberzell durchwegs positiv beurteilt. Er förderte in Würzburg die Studienmöglichkeiten für die Oberzeller Mönche weiter. Außerdem führte Abt Oswald die Bauarbeiten seiner Vorgänger im Kloster selbst fort. Im Jahr 1749 war bereits ein Flügel der Abtei neu hergestellt worden, 1753 entstand unter der Bauaufsicht des Balthasar Neumann der Konventsbau. 1760 wurde das Treppenhaus vollendet.
Im Jahr 1760 erreichte jedoch auch der Siebenjährige Krieg das Gebiet der Abtei und verzögerte die Fortführung der Bauarbeiten. 1761 wurde das Klosterdorf Waldbrunn von französischer Reiterei geplündert, sodass Abt Oswald im März 1761 keinen anderen Ausweg sah, als das Archiv und die Kloster-Repositur nach Würzburg schaffen zu lassen. Am 28. November dachte der Prälat sogar über eine Flucht nach Mainz nach, blieb aber weiter in Oberzell. Am 27. August 1785 starb Oswald Loschert in Oberzell.

## Wappen

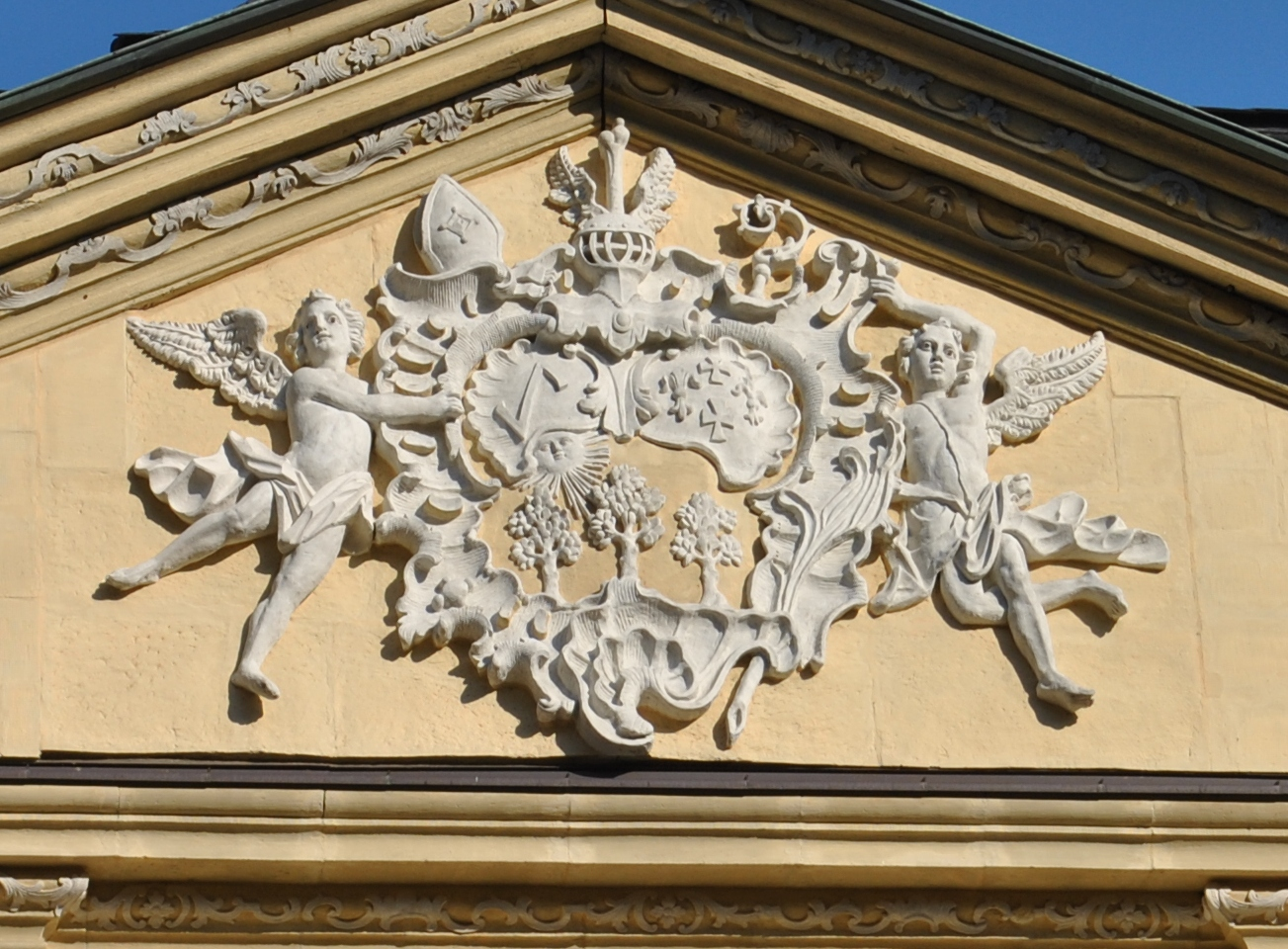
Das Wappen des Oswald Loschert

Das persönliche Wappen des Abtes Oswald Loschert verweist als redendes Wappen auf den Vornamen „Ostwald“. Beschreibung: Oben rechts eine Sonne, darunter drei Laubbäume. Als Helmzier ist ein Knochen zu sehen. Das Wappen hat sich heute als Teil des Klosterwappens oberhalb des Konventsgebäudes des ehemaligen Klosters erhalten. Daneben ist es auf einem Exlibri aus dem 18. Jahrhundert zu finden. Hier sind statt drei Bäume, insgesamt sieben dargestellt. Die Tingierung des Wappens ist unklar.

## Werke (Auswahl)
- Geheimnis des göttlichen Wortes, das die menschliche Natur angenommen. Würzburg 1734.
- Höchst-nutzbare Verehrung der gnadenreichen Menschwerdung und Geburt unseres Seeligmachers Jesu Christi: bestehend in gottseeligen Betrachtungen ... ; in drey Teilen beschrieben. Würzburg 1737.
- Vorgängiger Versuch zur Erwirkung eines Vertrages zwischen den in dem bisherigen Hexenkriege verwickelten Gelehrten, wie auch zu nutzbarem Unterrichte, wie man von der Zauber- und Hexerei weder zu wenig noch zu viel glauben soll. Würzburg 1767.
- Stirpis liligero-norbertinae solo Franciae eoo supra sex aeva insitae ... quando ... Oswaldus ... solenne jubilaeum sacerdotale celebrabat. Würzburg 1779.
- Der allezeit siegende Christ in dem unvermeidlichen Kampfe mit den unsichtbaren Feinden seines zeitlichen und ewigen Wohlstandes: von Christo und seiner Kirche mit unüberwindlichen Waffen versehen, und zum wirksamen Gebrauche derselben unterrichtet. Posthum. Augsburg2 1787.